# British Home Guard

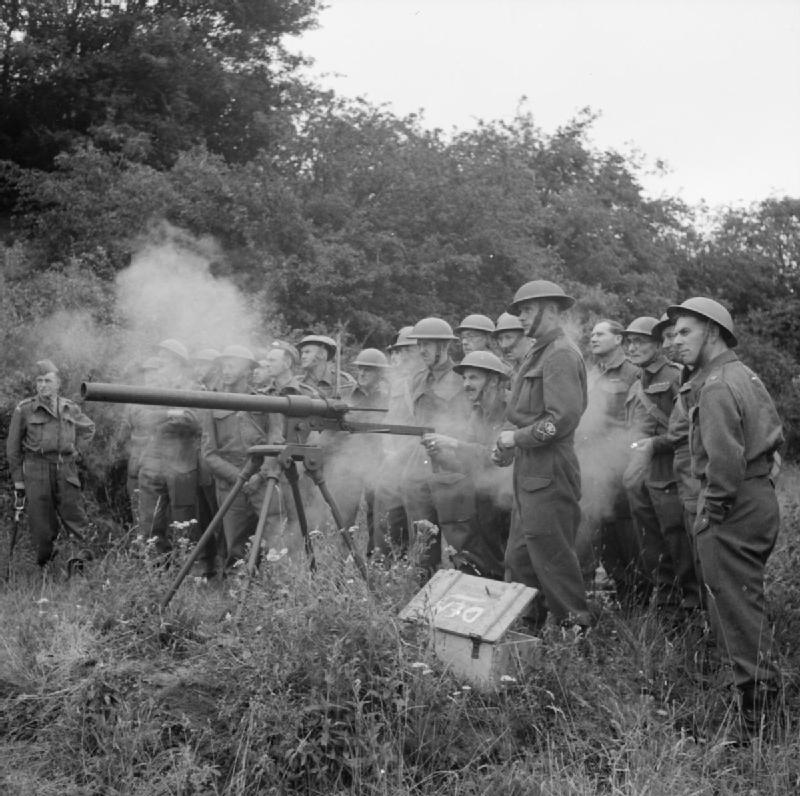
Vrijwilligers krijgen instructie in het gebruik van de verouderde Northover Projector

De British Home Guard, in eerste instantie "Local Defence Volunteers" of LDV, was een verdedigingsorganisatie van het Britse leger tijdens de Tweede Wereldoorlog. De Home Guard was operationeel van 1940 tot 1944 en bestond uit 1,5 miljoen geüniformeerde lokale vrijwilligers die niet in aanmerking kwamen voor de militaire dienst, meestal wegens hun leeftijd. Daarom kreeg de British Home Guard de bijnaam "Dad's Army". De British Home Guard fungeerde als een secundaire defensie, in het geval van een invasie door nazi-Duitsland en zijn bondgenoten. De Home Guard bewaakte de kustgebieden van Verenigd Koninkrijk en andere belangrijke plaatsen, zoals vliegvelden en fabrieken.
In de zomer van 1940 werd de British Expeditionary Force met veel moeite teruggetrokken uit Duinkerken. De zware wapens werden daar achtergelaten. Een invasie van Engeland leek ieder moment mogelijk. Daarom vormden burgers op eigen initiatief burgerwachten. Om controle te houden over de situatie werd Britse mannen die geen soldaat waren gevraagd om dienst te nemen in de para-militaire British Home Guard. De regering rekende op 15.000 man, maar er melden zich meer dan 1.500.000 vrijwilligers. Dat veroorzaakte grote organisatorische problemen. Veel mannen kregen pas later een uniform, een armband moest in de eerste maanden aan als herkenningsteken. Het bezit van een eenheid van de British Home Guard in ieder dorp zorgde wel voor rust en verbeterde het moreel.
In december 1940 bezaten de 1.682.000 vrijwilligers 847.000, vaak oude, geweren en 47.000 pistolen. Er waren 49.000 machinegeweren beschikbaar. Dat betekende dat 739.000 mannen onbewapend waren. Ze werden met geïmproviseerde pieken uitgerust. Veel wapens zoals de Northover Projector en veel van de vervoermiddelen waren geïmproviseerd. De vrijwilligers bewezen hun nut vooral in het waarnemen en onderscheppen van parachutisten en als waarnemers aan de kust. Toch werden sommige vrijwilligers voor dapperheid onderscheiden.
In 1944 was de British Home Guard niet meer nodig. De eenheid werd ontbonden.
Na de oorlog werd de vaak weinig effectieve inzet van de vrijwilligers in de British Home Guard onderwerp van de BBC-komedie Dad's Army. De serie werd in Nederland uitgezonden als "Daar komen de schutters". 

## Onderscheidingen van leden van de Home Guard
| Aantallen verleningen aan de Home Guard | baton                                         | Onderscheiding                                  | Opmerkingen                                   |
| 2                                       |                                               | George Cross (GC)                               | Postume onderscheidingen voor bijzondere moed |
| 24                                      |                                               | Commandeur in de Orde van het Britse Rijk (CBE) | Militaire afdeling                            |
| 129                                     | Officier in de Orde van het Britse Rijk (OBE) | Militaire afdeling                              |                                               |
| 396                                     | Lid in de Orde van het Britse Rijk (MBE)      | Militaire afdeling                              |                                               |
| 13                                      |                                               | George Medal (GM)                               | Onderscheiding voor moed                      |
| 408                                     |                                               | Medaille van het Britse Rijk (BEM)              | Militaire afdeling                            |
| 1                                       |                                               | Medaille van het Britse Rijk (BEM)              | Civiele afdeling                              |
| 1                                       |                                               | Military Medal (MM)                             | Een onderscheiding voor dapperheid            |
| 1                                       |                                               | Dagorder oftewel "Mentioned in Despatches"      |                                               |
| 58                                      |                                               | Eervolle Vermelding                             | tweemaal postuum                              |